# Публий Корнелий Лентул Кавдин (претор)
Вижте пояснителната страница за други личности с името Публий Корнелий Лентул.
Публий Корнелий Лентул Кавдин (на латински: Publius Cornelius Lentulus Caudinus) е римски сенатор, политик и военен.
Принадлежи към клон Лентули на фамилията Корнелии. Вероятно е син на Публий Корнелий Лентул Кавдин (консул 236 пр.н.е.) и племенник на Луций Корнелий Лентул Кавдин (консул 237 и цензор 236 пр.н.е.).
През 210 пр.н.е. Кавдин служи в Испания при Публий Корнелий Сципион Африкански. След една година става едил, а през 204 пр.н.е. или 203 пр.н.е. претор и е изпратен в Сардиния. След една година е пропретор и заминава с кораб в Африка, за да помага на Сципион в решителните битки против Картаген под Ханибал. След това той е член на няколко „десетдуши колегии“ (Децемвири).
През 196 пр.н.е. е пратеник при Филип V Македонски в Гърция и Мала Азия, 189/188 пр.н.е. отново в Мала Азия.